# Frank Petermann
Frank Petermann (* 1947 in Neukieritzsch bei Leipzig) ist ein deutscher Schriftsteller. Erste Veröffentlichungen erschienen bereits 1961 in der Tagespresse. Seit 1976 veröffentlicht er in größeren Abständen Science-Fiction-Erzählungen in Anthologien. Der diplomierte Mathematiklehrer lebt in Coswig bei Dresden.

## Veröffentlichungen
- 1976: … und auf dem dritten Kreis ein Menschenpaar, in: Begegnung im Licht
- 1976: Der unsterbliche Mr. Cooper, Verlag Neues Leben, Berlin 1976. S. 32
- 1980: Das geheimnisvolle grüne Kästchen, in FRÖSI 10/80
- 1983: Die Erzählung des Joseph Faber, (gemeinsam mit Erik Simon), in: Mondmysterien
- 1984: Bordtagebuch, in: Lichtjahr 3
- 1985: Die Vegetarier der grasigen Ebene, in: Aus dem Tagebuch einer Ameise
- 1990: Automatenschule, in: c’t 1990/8
- 1991: Autochthone Enzephalisierung, in: c’t 1991/4
- 1993: Der letzte Mann, in: c’t 1993/4
- 1993: Unomedia, in: TERRAsse 7
- 1996: Spaziergang mit dem Hund, in: TERRAsse – Das Begleitheft zum PentaCon '96
- 1997: Im alten Gärtnerhaus, in: Solar-X, 86
- 1997: Die dunkle Tür, in: Solar-X, 93
- 2009: Abenteuer auf Sakuntala, (ein Kapitel) in: Zeitkristalle, SFCD Andromeda Magazin 150
- 2016: Wellenmagie, in: c’t magazin für computertechnik 3/2016, S. 188.